# Lunar Reconnaissance Orbiter
Lunar Reconnaissance Orbiter (LRO) — автоматическая межпланетная станция NASA, искусственный спутник Луны. Запуск с помощью ракеты-носителя «Атлас V» состоялся 19 июня 2009 года в 01:32 (Мск). 23 июня 2009 года зонд вышел на лунную орбиту.
LRO вместе с другим аппаратом Lunar Crater Observation and Sensing Satellite (LCROSS) являются авангардом программы НАСА «Lunar Precursor Robotic Program» по возвращению на Луну.

## Приборы

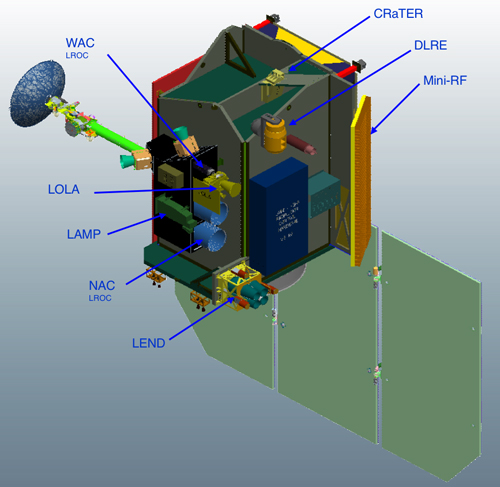
Приборы на борту зонда

Орбитальный аппарат несёт на себе комплекс из шести научных инструментов и одного прибора для проверки новых технологий.
- CRaTER (Cosmic Ray Telescope for the Effects of  Radiation) — основным предназначением этого прибора является оценка вредного воздействия космических лучей и солнечной радиации на биологические объекты[9].
- DLRE (The Diviner Lunar Radiometer Experiment) — измерение теплового излучения лунной поверхности и его изменения в течение суток, информация нужная для будущих работ на поверхности Луны[10].
- LAMP (The Lyman-Alpha Mapping Project) — прибор для поиска льда в неосвещённых кратерах. Он наблюдает отражение ультрафиолетового излучения звёзд (линии серии Лаймана) от лунной поверхности[11].
- LEND (The Lunar Exploration Neutron Detector), ЛЕНД («Лунный исследовательский нейтронный детектор») — прибор российского производства, для составления подробных карт содержания атомов водорода в лунной поверхности[12][13].
- LOLA (The Lunar Orbiter Laser Altimeter) лазерный альтиметр для составления точной карты высот.
- LROC (The Lunar Reconnaissance Orbiter Camera) главная оптическая камера, для получения фотографий поверхности Луны с разрешением до полуметра, с помощью которых будут искать подходящие места для посадки пилотируемых экспедиций[14]. LROC состоит из трех камер: камеры низкого разрешения (WAC) и двух камер высокого разрешения (NAC), первая из которых предназначена для получения общих планов местности, а две другие — для фотографий с большим разрешением. Планируется сделать фотографии примерно 8 % лунной поверхности, в том числе:

1. околополярных районов, которые сейчас считаются наиболее перспективными для организации обитаемой базы.
2. 50 «зон повышенного интереса», выбранных учёными;
3. всех мест, связанных с деятельностью человека: мест посадок пилотируемых кораблей «Аполлон» и автоматических станций, хотя это не является основной целью миссии[15], а также кратеров, образовавшихся при падении искусственных спутников Луны и других аппаратов;

- Mini-RF (The Miniature Radio Frequency) — тестирование нового легковесного радара с синтезированной апертурой[16][17][18].

## Исследования
Планировалось, что LRO будет выведен на полярную орбиту сроком на один год. В дополнительной расширенной фазе миссии (ещё 5 лет) он может служить ретранслятором для будущих лунных спускаемых аппаратов и луноходов.
Аппарат будет производить следующие исследования:
- Изучение глобальной топографии Луны
- Измерение радиации на лунной орбите
- Изучение лунных полярных регионов, включающее в себя поиск залежей водяного льда и исследование параметров освещённости
- Составление сверхточных карт с нанесением объектов поперечником не менее 0,5 метра с целью найти лучшие посадочные площадки.

В начале июля 2009 г. начаты работы по отладке и калибровке бортовых приборов.

## Научные результаты
17 июля 2009 года, перед 40-летним юбилеем первой высадки на Луну, были опубликованы сделанные Orbiter’ом фотографии. На будущее запланированы съёмки других памятных мест Луны, например стоянок «Луноходов».
6 сентября 2011 года НАСА представила более детальные снимки мест пилотируемых экспедиций, сделанные LRO, для этого зонд был переведен на более низкую орбиту над поверхностью Луны.
16 августа 2012 года НАСА сообщила об обнаружении при помощи спектроскопа LAMP атомов гелия в атмосфере Луны. Кроме того, в поверхностном слое грунта были обнаружили атомы аргона.
В начале сентября 2012 года с помощью радара с синтезированной апертурой (Mini-RF) были зафиксированы залежи водяного льда, массовая доля которого составляет 5-10% вещества, слагающего стенки кратера Шеклтон. Эти величины превысили предыдущие консервативные оценки количества воды в лунном грунте в 5-10 раз. Результаты позволяют с ещё большим оптимизмом смотреть на будущую колонизацию спутника Земли и строительство там стационарных населённых баз.
В 2014 году был сфотографирован зонд LADEE в кратере Сундман V на обратной стороне Луны.
В феврале 2019 года LRO прошёл почти точно над местом посадки на обратной стороне Луны китайской станции «Чанъэ-4» и выполнил его фотосъёмку. Также при помощи трёхкамерной системы фотографирования удалось зафиксировать следы перемещения лунохода «Юйту-2».
В мае 2019 года LRO сфотографировал место падения израильского зонда «Берешит» в районе Моря Ясности.
17 сентября 2019 года LRO совершил пролёт над предполагаемым местом падения посадочного модуля «Викрам» индийской миссии «Чандраян-2», но не обнаружил следов жёсткой посадки.
5 октября 2019 года в районе кратера Ван Гент разбился о лунную поверхность китайский микроспутник «Лунцзян-2», который был отправлен к Луне вместе со спутником-ретранслятором «Цюэцяо». Зонду LRO удалось зафиксировать на месте крушения новый ударный кратер размером четыре на пять метров.
11 ноября 2019 года на снимке LRO удалось обнаружить обломки посадочного модуля «Викрам» индийской миссии Чандраян-2.
В июле 2022 года с помощью инфракрасного радиометра Diviner, установленного на борту LRO, удалось выяснить, что в цилиндрической впадине глубиной около 100 метров, находящейся в Море Спокойствия, в постоянно затенённой области впадины в течение лунных суток сохраняется комфортная для жизни людей постоянная температура около +17 градусов Цельсия (63 градуса по Фаренгейту), тогда как температура на поверхности Луны может достигать +127 °C днём и около -173 °C ночью. Затенение отвечает за стабильную температуру, ограничивая нагревание в течение лунного дня и предотвращая излучение тепла лунной ночью. Такие места в пещерах являются удобными для исследований, а также могут использоваться в качестве укрытия от солнечной радиации, метеоритов и космических лучей.
26 апреля 2023 года Lunar Reconnaissance Orbiter пролетел над предполагаемым местом жëсткой посадки лунного модуля Hakuto-R M1 японской компании ispace в кратере Атлас и сделал 10 снимков места крушения. На изображении видно как минимум четыре заметных обломка и несколько небольших изменений (47,581 градуса северной широты, 44,094 градуса восточной долготы).
24 января сфотографировал место посадки японского зонда SLIM в кратере Кирилл.
В феврале 2024 года с высоты 80 км сфотографировал место посадки модуля IM-1 «Одиссей» в кратере Малаперт в точке с координатами координатами 80,13 градуса южной широты и 1,44 градуса восточной долготы.

## Галерея
Фотографии, полученные с помощью Lunar Reconnaissance Orbiter

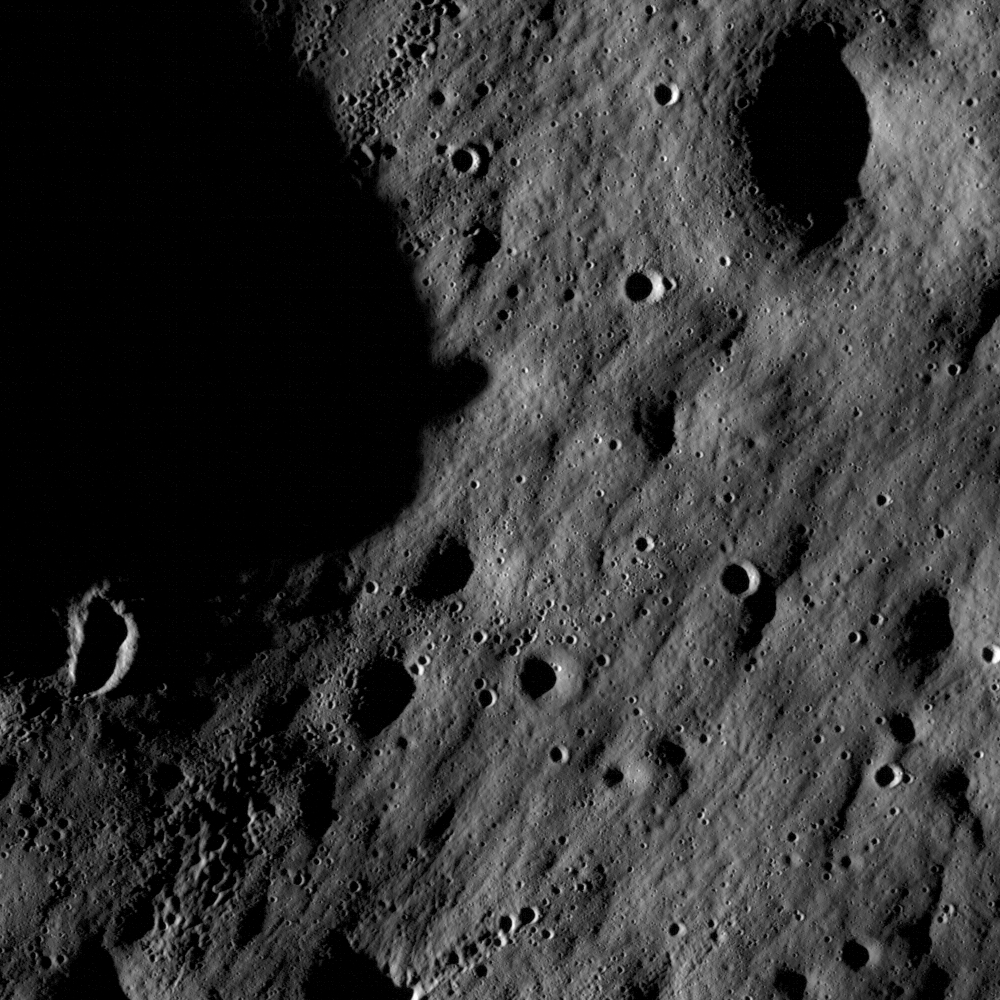
Первое изображение, полученное с LRO, 30 июня 2009 года.
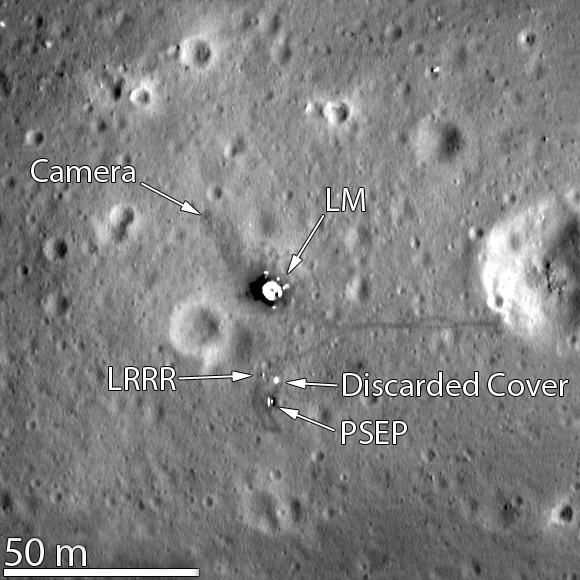
Место посадки «Аполлон 11»
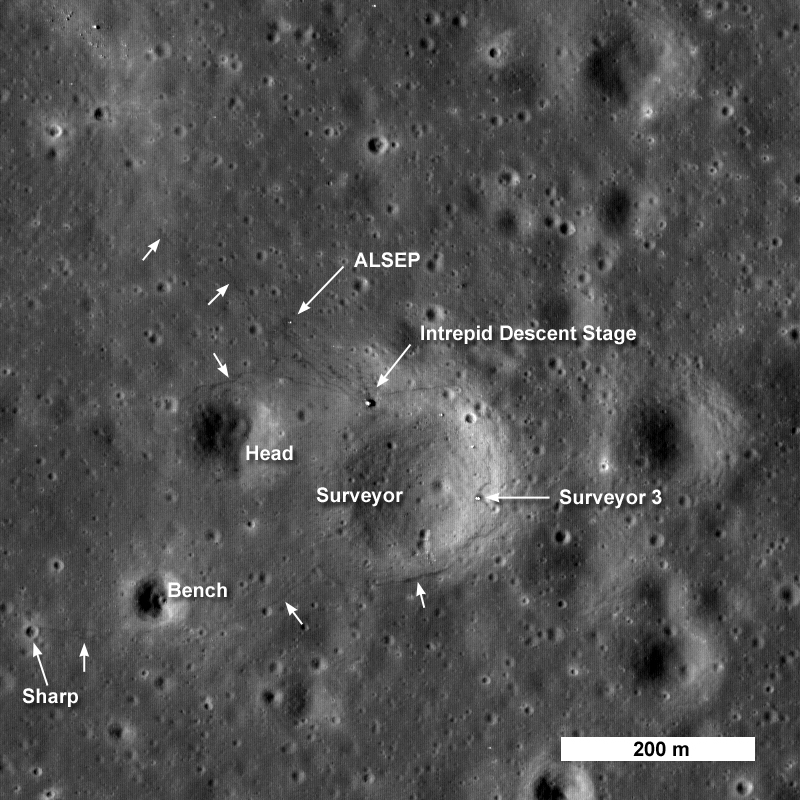
Места посадки аппаратов «Аполлон-12» и «Сервейер-3»
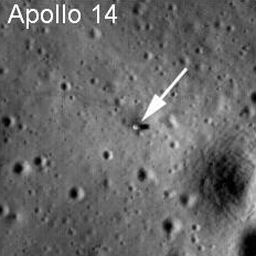
Место посадки «Аполлон-14»
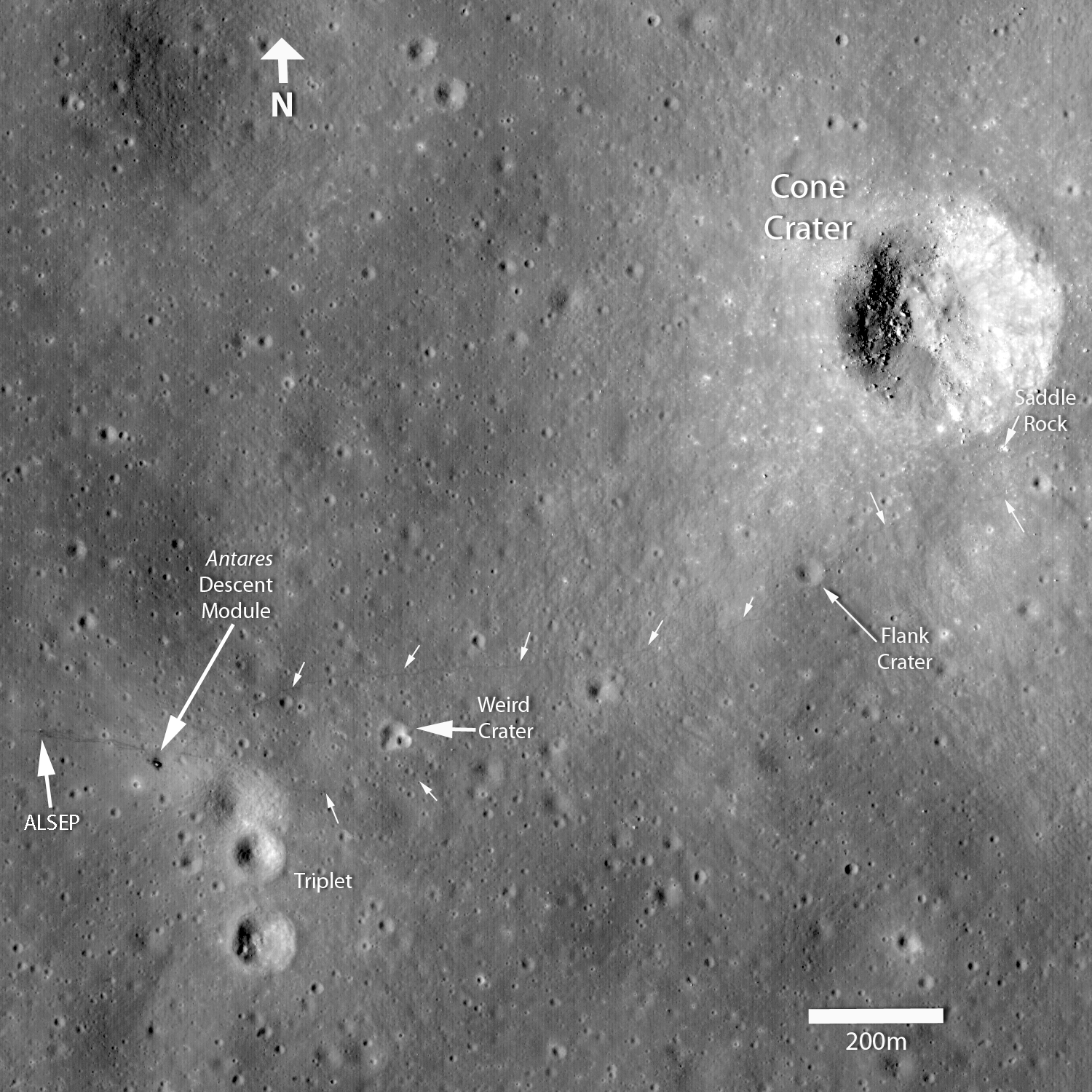
Место посадки «Аполлон-14» (Более крупно)
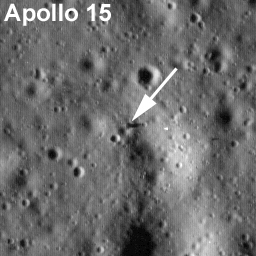
Место посадки «Аполлон-15»
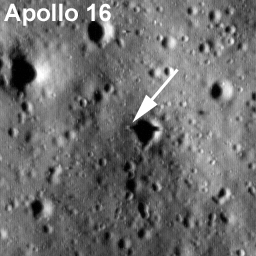
Место посадки «Аполлон-16»
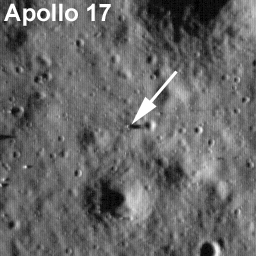
Место посадки «Аполлон-17»
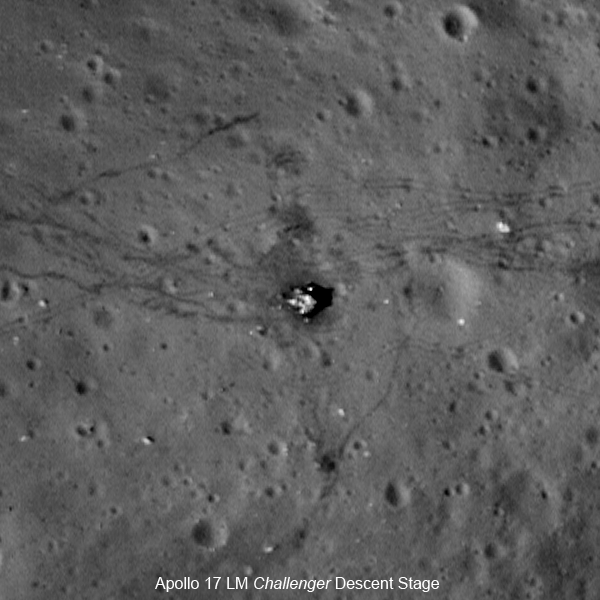
Посадочная ступень лунного модуля «Челленджер» миссии Аполлон-17
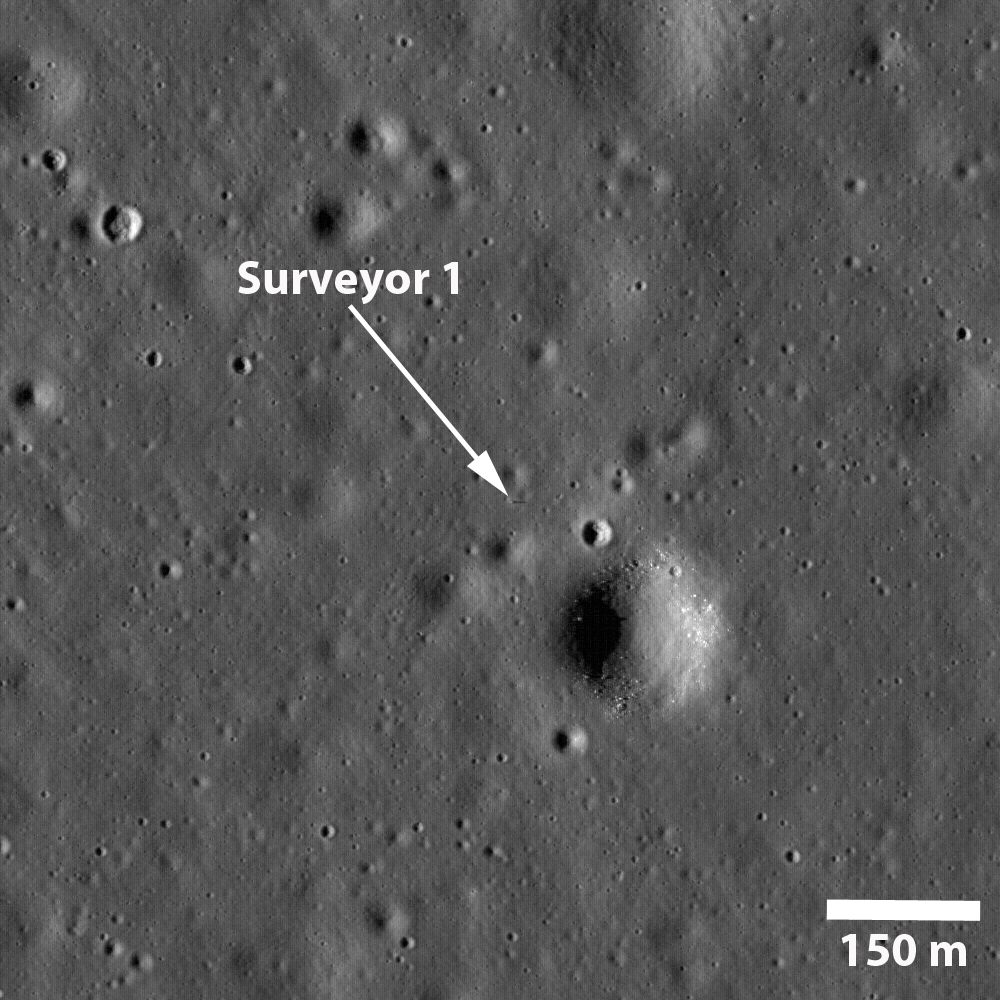
Место посадки «Сервейер-1».
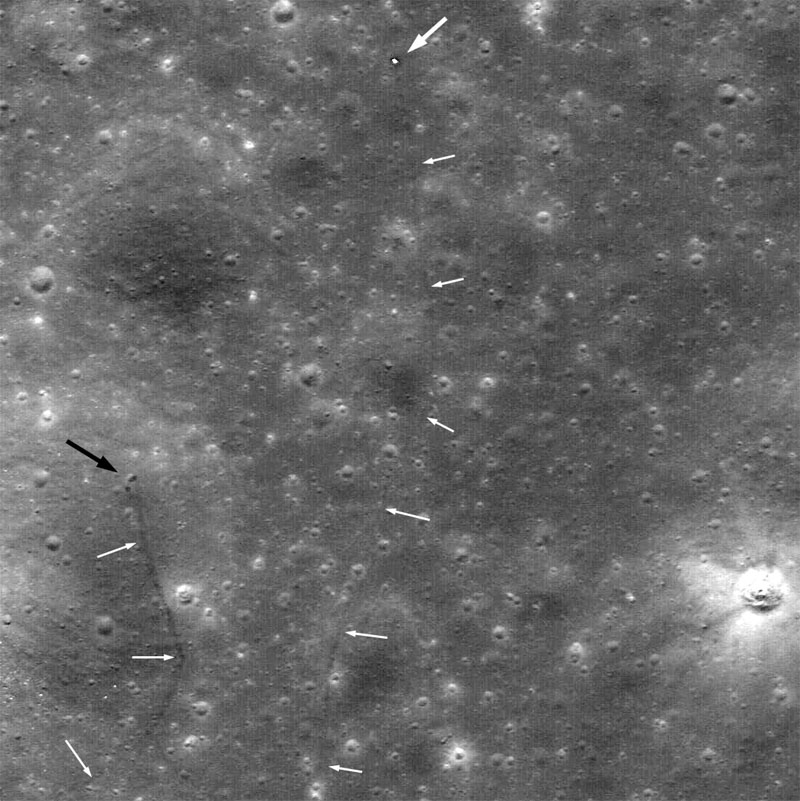
Место посадки «Луна-21» (черная стрелка) и «Луноход-2» (верхняя белая стрелка)
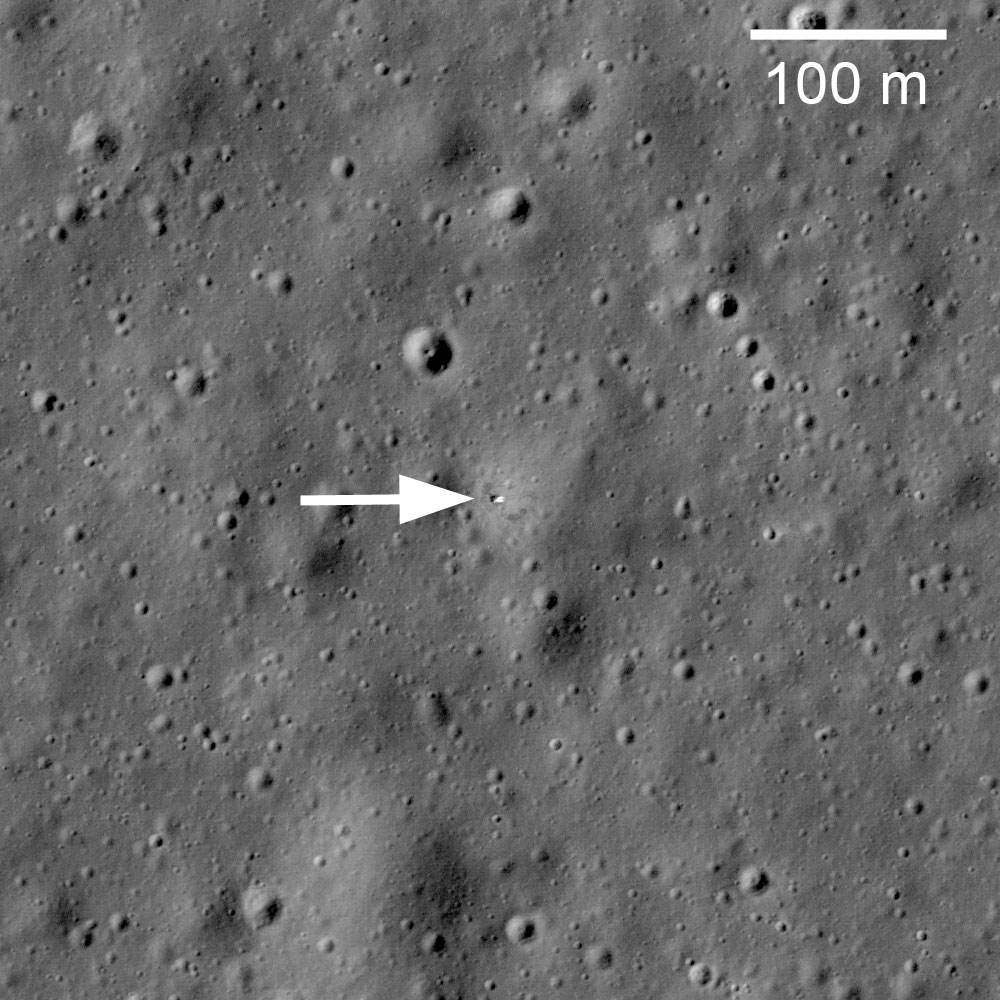
Место посадки «Луноход-1»
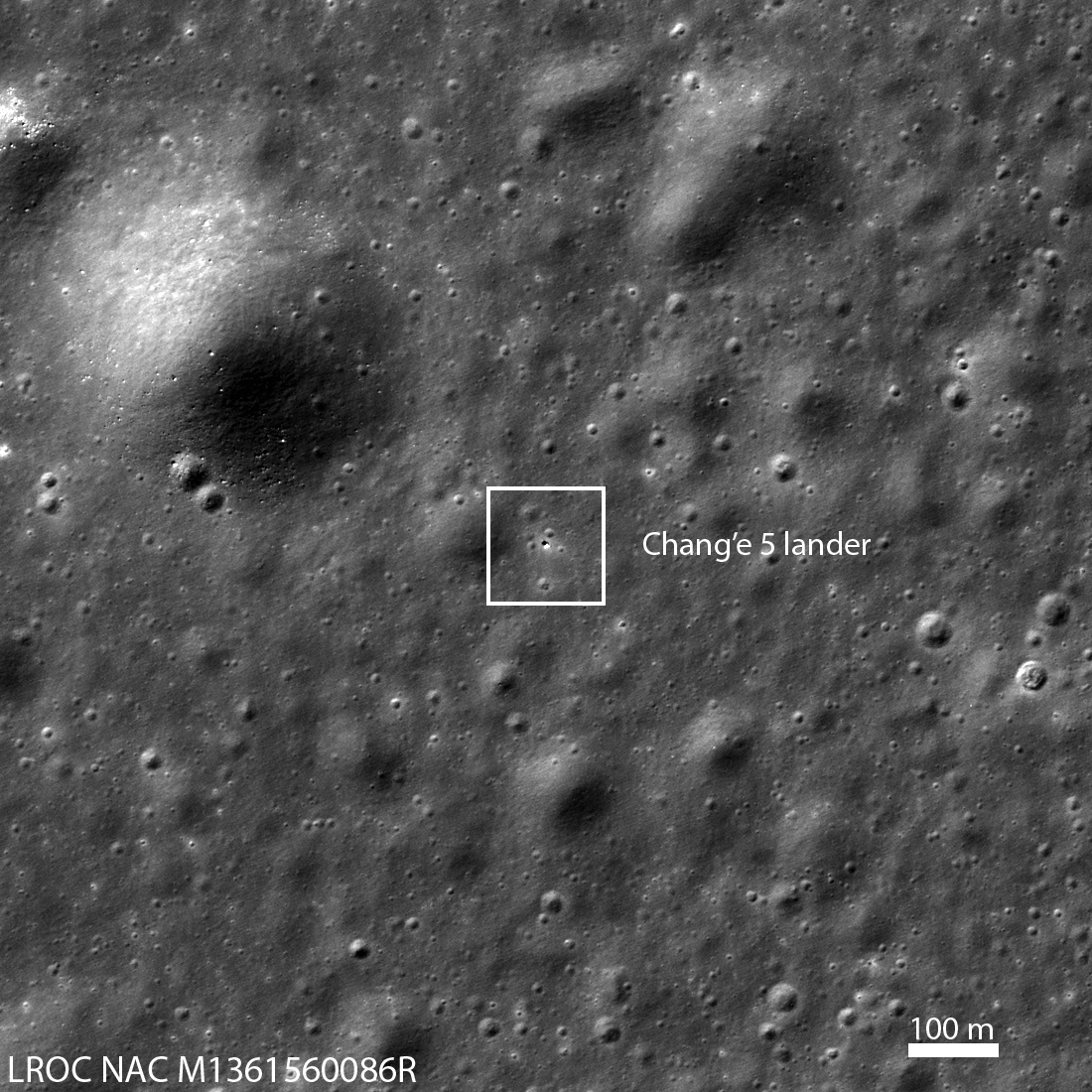
Место посадки «Чанъэ-5»
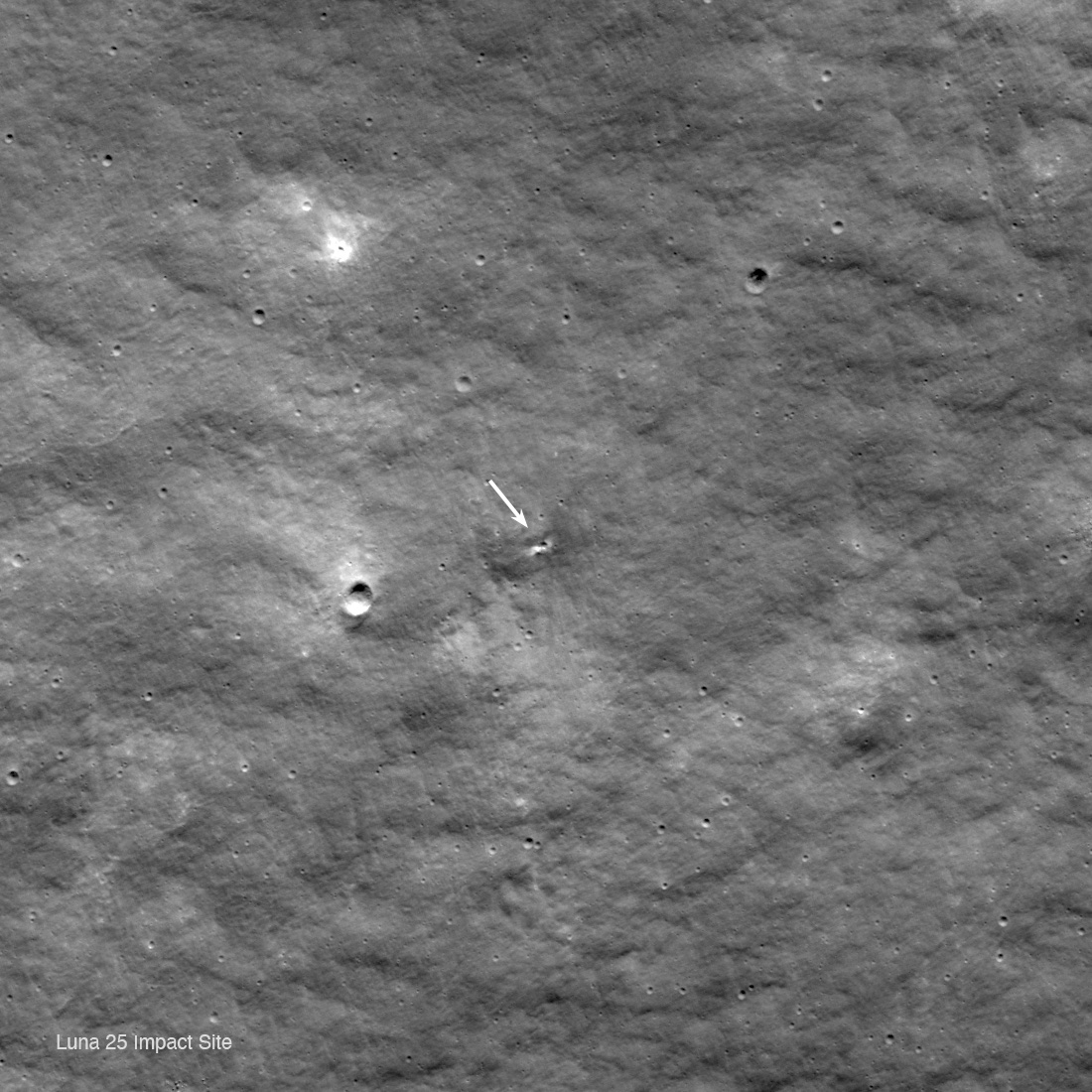
Место крушения «Луна-25»
Место посадки «Чанъэ-6»